# جنبش مشروطه ایران
جنبش مشروطه، جنبش مشروطه‌خواهی یا جنبش مشروطیت مجموعه کوشش‌ها و رویدادهایی در نظر و عمل است که برای محدود شدن اختیارات پادشاه در نظام سلطنتی ایران و نهادینه‌سازی حقوق اساسی مانند آزادی فردی، عدالت قضایی و حاکمیت قانون آغاز شد و به دگرگونی نظام سیاسی ایران قاجاری از پادشاهی مطلقه به پادشاهی مشروطه منجر گردید. این جنبش از سال ۱۲۸۴ خورشیدی با وقوع اعتراضات منتهی به انقلاب مشروطه آغاز شد و می‌توان شکست استبداد صغیر و پایان حکومت محمدعلی شاه در مرداد ۱۲۸۸ را (به سبب پایان حکمرانی آخرین پادشاه ایران در نظام حکومتی پادشاهی مطلقه) زمان پایان آن دانست.
در سال‌های سلطنت ناصرالدین شاه برخی ایرانیان به‌واسطهٔ تحصیل یا تجارت در اروپا و عثمانی، با مظاهر پیشرفت در غرب آشنا شدند و تلاش کردند به نحوی حاکمان ایران را پذیرا به اصلاحات و مردم ایران را دگرگون و بیدار نمایند. نخستین جرقهٔ این جنبش در سطح سیاسی در ۲۱ آذر ۱۲۸۴ زده شد که علاءالدوله، حاکم تهران، چند تن از تاجران خوشنام تهران را به خاطر افزایش قیمت قند، فلک کرد. در پی این جرقه، سلسله‌ای از اعتراض‌ها و بست‌نشینی‌ها به رهبری دو مجتهد سرشناس تهران، سید محمد طباطبایی و سید عبدالله بهبهانی شکل گرفت. مجموعه اعتراضات و دنباله آن، نظیر مهاجرت روحانیان به قم و بست‌نشینی اصناف در باغ سفارت بریتانیا در تهران به نام انقلاب مشروطه نامیده می‌شود. دستاورد این انقلاب، امضای فرمان مشروطیت به دست شاه وقت ایران، مظفرالدین شاه، تشکیل مجلس شورای ملی و تدوین قانون اساسی مشروطه بود.
پیروزی انقلاب مشروطه، فضای آزادی ایجاد کرد که در آن روزنامه‌نگاران، واعظان مشروطه‌خواه، احزاب و انجمن‌ها نقدهای تندی به سنت‌های قدیمی، اصحاب قدرت و محمدعلی شاه — شاه جدید که با درگذشت پدرش به مقام شاهی رسیده بود — وارد می‌کردند. در مقابل، گروهی از روحانیان شیعه، که به مشروعه‌خواهان شهرت پیدا کردند، با اصول متعددی از قانون اساسی از جمله آزادی و حاکمیت قانون بشری مخالفت کردند. در سال ۱۲۸۶، تعدادی از روحانیان تهران و در رأس آن‌ها شیخ فضل‌الله نوری در نامه‌ای به محمدعلی شاه نوشتند مجلسی که با الگوبرداری از قوانین پارلمان‌های اروپایی تشکیل شده است، با قواعد اسلامی منافات دارد و قابل جمع نیست. پس از چند بار اقدام ناموفق برای انحلال مجلس اول، محمدعلی شاه که در ۹ اسفند ۱۲۸۶ از یک سوءقصد جان به در برده بود، در روز دوم تیر ۱۲۸۷ دستور حملهٔ نظامی به مجلس و دستگیری سران مشروطه‌خواه در تهران و شهرهای دیگر را صادر کرد. برخی از سران مخالف با محمدعلی شاه نیز اعدام شدند. اگرچه او در بیانیه‌ای اعلام کرد که قصد دارد در آینده مجلس جدیدی را تشکیل دهد، اما این وعده به نظر بسیاری از مشروطه‌خواهان واقعی نبود و مقاومت‌های جدی در تبریز، گیلان و اصفهان شکل گرفت که با حمایت مراجع تقلید در نجف و روشن‌فکران تبعیدی در اروپا و عثمانی همراه شد. دو سپاه از مشروطه‌خواهان گیلان و اصفهان سرانجام توانستند با فتح تهران در ۲۵ تیر ۱۲۸۸، محمدعلی شاه را برکنار و نظام مشروطه را زنده کنند.
همزمان با رخداد انقلاب مشروطه در ایران، موج ادبی جدیدی در زبان فارسی شروع شد که بر تحولات سیاسی و اجتماعیِ وقت متمرکز بود. موج ادبی جدید، رنگ‌وبوی سیاسی داشت و در آثار شاعران و نویسندگان این دوره، مفاهیمی مانند وطن‌پرستی، مبارزه با استبداد، عدالت‌خواهی و حکومت مبتنی بر قانون مطرح می‌شد. بعضی از واژه‌ها، که کاربرد آنها در ادبیات فارسی کهن سابقه داشت، در ادبیات مشروطه، رنگ‌وبوی جدیدی گرفتند. در این دوره روزنامه‌نگاری رواج زیادی یافت. بعضی از این نشریات موضع‌گیری‌های تندی علیه استبداد سیاسی و تعصبات دینی داشتند و هواداران و مخالفان زیادی پیدا کرده بودند. علاوه بر جراید و مطبوعات، در این دوره بیشتر روزنامه‌های مخفی هم منتشر می‌شدند که به شب‌نامه معروف بودند. بانی انتشار این شب‌نامه‌ها به‌طور عمده انجمن‌های سیاسی بودند. انجمن‌ها همچنین با برگزاری اجتماعات و مراسم سخنرانی، مواضع سیاسی خود را تبیین و ترویج می‌کردند. این جنبش تأثیر قابل توجهی در رویدادهای بعدی در تاریخ معاصر ایران داشت. علاوه بر نسخه‌های نشریه‌های بازمانده از آن دوران، منابع متعددی از این رویدادهای تاریخی در دست است که دستاورد وقایع‌نگاری روزانهٔ بعضی از معاصران آن می‌باشد. یکی از مشهورترینِ این کتاب‌ها، تاریخ بیداری ایرانیان از ناظم‌الاسلام کرمانی است. بعضی از معاصران مشروطه، مانند مهدی ملک‌زاده و احمد کسروی نیز سال‌ها بعد دست به نگارش وقایع زدند. با این حال، تحلیل تاریخی رویدادهای جنبش مشروطه، از دههٔ ۱۳۳۰ به بعد، با ظهور پژوهشگران تاریخ شروع شد؛ چنان‌که فریدون آدمیت در آثار خود به انجام نوعی تحلیل تاریخی در این زمینه پرداخته است.
نظام پادشاهی مشروطه کم‌کم از اهداف نخستین خود فاصله گرفت. فشار روسیه تزاری و تا اندازه‌ای امپراتوری بریتانیا نیز در تضعیف مجلس مؤثر بود؛ چنان‌که در پی اشغال ایران در جنگ جهانی اول، مجلس مدتی در تبعید و مدتی تعطیل بود. بعد از اعتراض‌های سراسری به انعقاد قرارداد ۱۹۱۹، از جمله جنبش جنگل در گیلان و قیام خیابانی در تبریز، زمینهٔ قدرتمند شدن رضاخان با وقوع کودتای ۳ اسفند ۱۲۹۹ فراهم شد که در پایان به انقراض قاجاریه و تأسیس حکومت پهلوی در سال ۱۳۰۴ انجامید.

### تشکیل مجلس شورای ملی

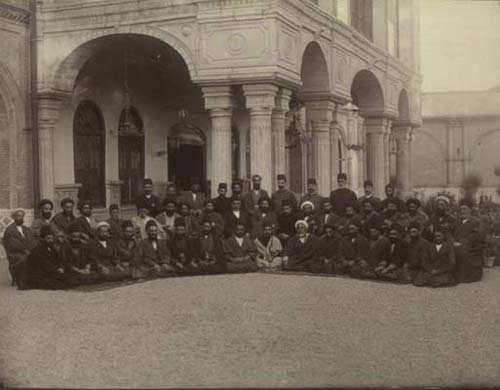
نگاره نخستین نمایندگان مجلس

## بازتاب جهانی

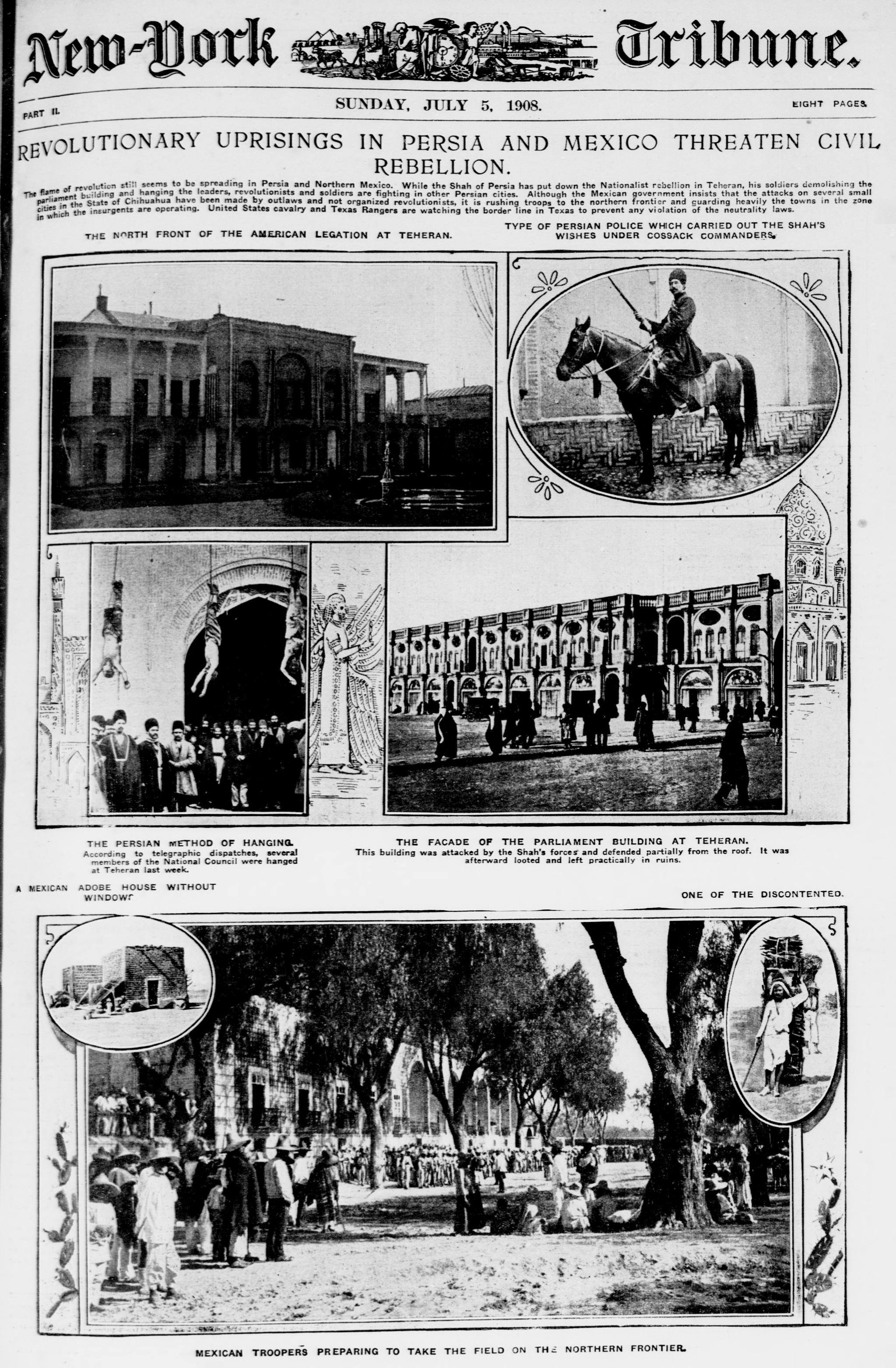
بازتاب اقدامات محمدعلی شاه در تعطیلی مجلس و دستگیری مشروطه‌خواهان در روزنامهٔ نیویورک تریبیون (۵ ژوئیهٔ ۱۹۰۸)

## الهام و بازآفرینی

پوستر فیلم ستارخان

## مفهوم‌شناسی
مشروطه ترجمهٔ واژهٔ کنستیتوسیون فرانسوی است. اما ریشهٔ آن دقیقاً معلوم نیست. عبدالهادی حائری آن را کلمه‌ای عربی از مصدر شرط و تقی‌زاده و رضازادهٔ شفق آن را برگرفته از کلمهٔ فرانسوی لا شارت (la Charte) به معنی «منشور» دانسته‌اند. دهخدا معتقد است که مشروطه به معنای حکومت قانون، نه در زبان عربی و نه در فارسی متداول نبوده و به وسیلهٔ ترکان عثمانی وارد فارسی شده است. بعضی از رجال دوران قاجار مانند سعدالدوله و صادق آقا تبریزی، مشروطه را ترجمه‌ای نادرست می‌دانستند و ترجیح می‌دادند از همان لفظ کنستیتوسیون استفاده کنند.

اوضاع ایالات به مرتبه‌ای مغشوش است که به وصف نمی‌آید: نه قانونی هست و نه نظامی و نه اختیار معینی. اگر کسی به کسی سیلی بزند، مظلوم نمی‌داند که به کدام اختیار رجوع نماید. یکی نزد مجتهد می‌دود و دیگری به خدمت شیخ‌الاسلام می‌رود. یکی به امام جمعه شکایت می‌برد، دیگری به داروغه رجوع می‌کند، یکی به بیگلربیگی عارض می‌شود، دیگری به در خانه شاهزاده تظلم می‌نماید. یک قانون معین و دستاویز هرکس موجود نیست تا بدانند وقتی که به کسی سیلی زده شد، به کدام اختیار رجوع باید کرد. مقصر را بعضی جریمه می‌کند، بعضی به چوبکاری مستحق می‌داند، برخی عفو می‌نمایند…

پادشاهان در ایران از دیرباز مشروعیت خود را مستقیماً از خداوند یا ایزد می‌گرفتند؛ به این معنا که منبع قدرت آنان از قدرتی ماورایی نشأت گرفته و به آنان ارزانی شده است. در ایران باستان به این منشأ، فره ایزدی گفته می‌شد. بعد از اسلام نیز این نوع از مشروعیت‌بخشی به قدرت ادامه یافت ولی عبارت‌هایی مانند «سایهٔ خدا» و «قطب عالم امکان» به فره ایزدی ترجیح داده شد. این نظام فرمانروایی، پادشاهی مطلقه نامیده می‌شود که در آن، شاه برای کشور مانند سر برای بدن است و مردم در مقام بندگان و عبودیتِ پادشاهند و وظیفه‌شان اطاعت محض از او است. بررسی رساله‌های عهد ناصری و دوران منتهی به انقلاب مشروطه نشان می‌دهد که در بین اندیشمندان آن زمان، دو نظریه در خصوص تغییر نظام سیاسی سلطنت مطلقه وجود داشته است؛ یکی گذار به سلطنت مطلقهٔ منظم و دیگری گذار به سلطنت مشروطه. در سلطنت مطلقهٔ منظم، پادشاه اختیار وضع قوانین را به صورت منفک و مجزا از اختیار اجرای آن به کار می‌گیرد؛ بنابراین تفاوتی که بین دو آلترناتیو مورد اشاره قرار داشت، ماهیت «قانون» است که منشأ آن در سلطنت مطلقهٔ منظم، پادشاه است و در سلطنت مشروطه، مردم هستند. به باور راسخ و بخشی‌زاده، اگرچه حتی در یک نظام استبدادی نیز آداب و سنت‌های عرفی و شرعی به عنوان قیدهایی برای ادارهٔ امور توسط پادشاه مطلقه مطرح بوده است، اما مفهوم کلیدی قانون در عصر مشروطه، اشاره به نفی خودکامگی و ایجاد ضابطه در حکومت بوده است؛ چنان‌که به گفتهٔ ملکم خان، هیچ قانون شرعی و هیچ قرار عرفی در ایران نبوده است که دستگاه استبداد آن را لگدکوب نکرده باشد. همایون کاتوزیان حکومت پادشاهی مشروطه را حکومتی دانسته است که در آن «اِعمال گستردهٔ حکومت مطلقه و خودکامه ناممکن باشد و نمایندگان انتخابی مردم مسئولان اجرایی را منصوب و فعالیت‌های آنان را کنترل و تأیید کنند و قوهٔ قضاییه نهادی مستقل باشد.»

## تاریخ‌نگاری و منبع‌شناسی